# 燕立帖木儿
燕立帖木儿，元朝官员，畏兀人。
至治三年（1323年），由平涼府判官转任西乡县尹、达鲁花赤。泰定初年，摄興元路（今陕西省汉中市）事。当地百姓不知种木棉之利，燕立帖木儿抵达兴元，求得种子给社户，教他们种植之法，百姓得其利。闲暇时，巡视郊野，因县北田地积水多，于是借富室之钱，开渠筑堤，将水泄入河中，田地于是收得一倍之利。驿马使得百姓困苦，贩马之人定价至一千五百贯。燕立帖木儿知其弊端，令每户交纳中统钞八贯，官府拘之买马，一年所纳额，计马十一匹，钱为七千四百三十贯。因为仓促有事征科，百姓不堪，于是在城南门外创立官店，四乡各立一店，每年入钞为一贯二千多钱，以纾解民力。创制尤碾磨，两年收得得米或麦五十余斛，百姓为他立遗爱碑，不久，在官任上去世。